# Frances Polidori

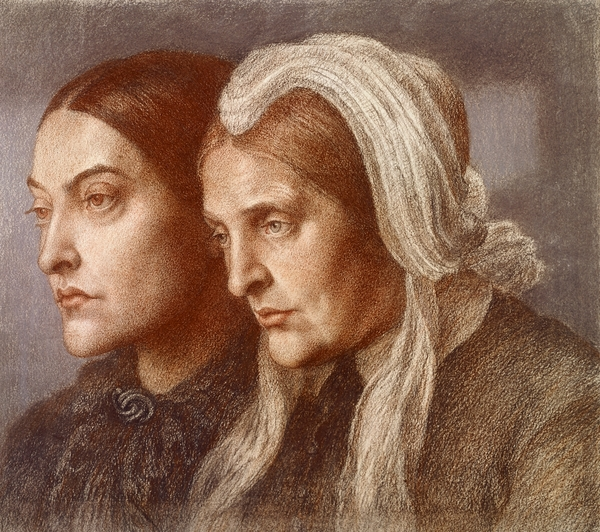
1877 Ritratto di Christina Rossetti e di Frances Polidori, di Dante Gabriel Rossetti

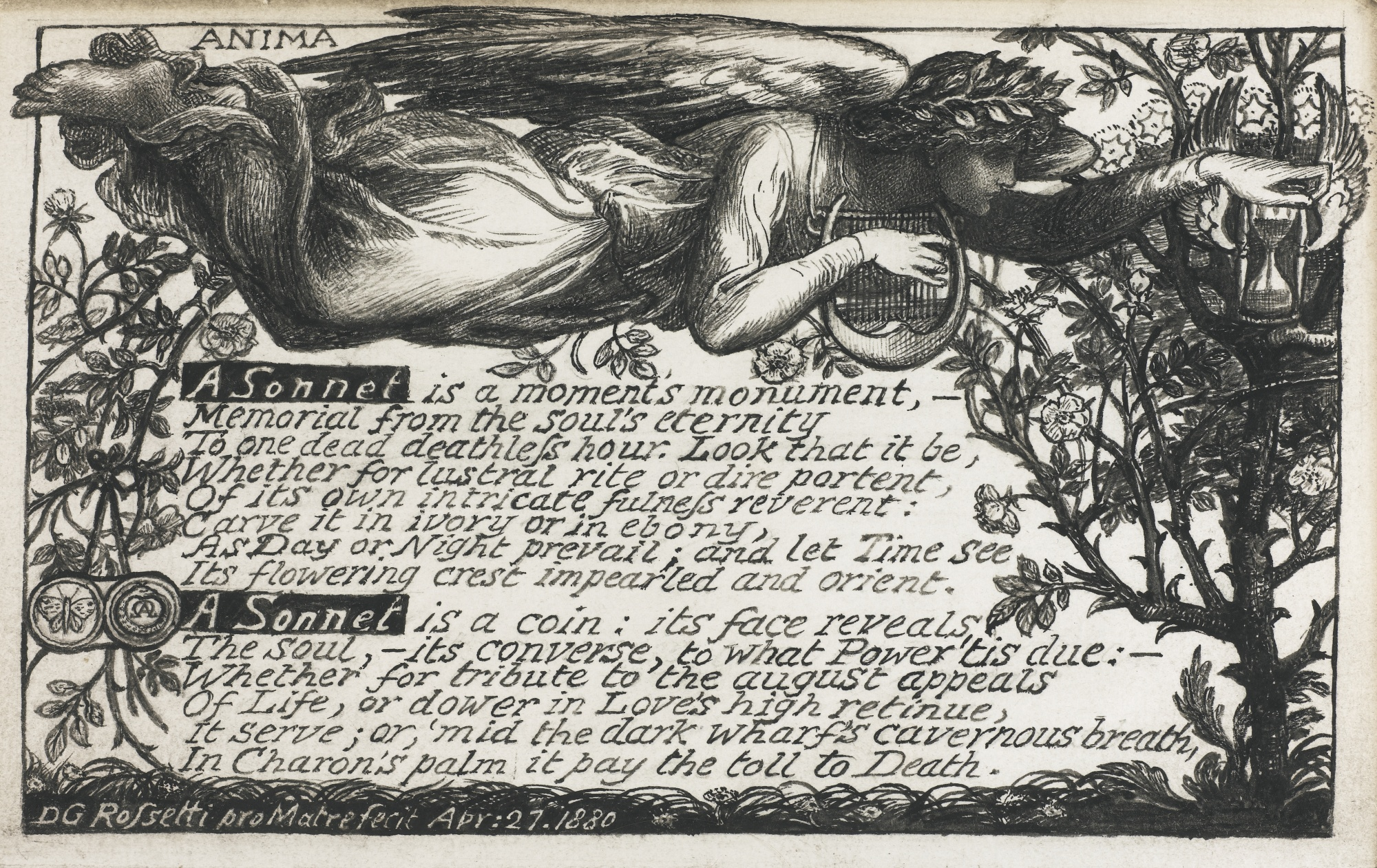
1880 D.G.Rossetti pro matre fecit

Frances Mary Lavinia Polidori, coniugata Rossetti (Londra, 27 aprile 1800 – Londra, 8 aprile 1886), è stata un'educatrice e modella britannica.
È stata una erudita, figlia, moglie e madre di importanti letterati e artisti, fece da istitutrice ai suoi quattro figli. Fu anche modella dei quadri del figlio Dante. Alcuni ritratti fotografici, opera di Lewis Carroll, in cui appare con la sua famiglia in epoca vittoriana, sono esposti permanentemente alla National Portrait Gallery di Londra.

## Biografia

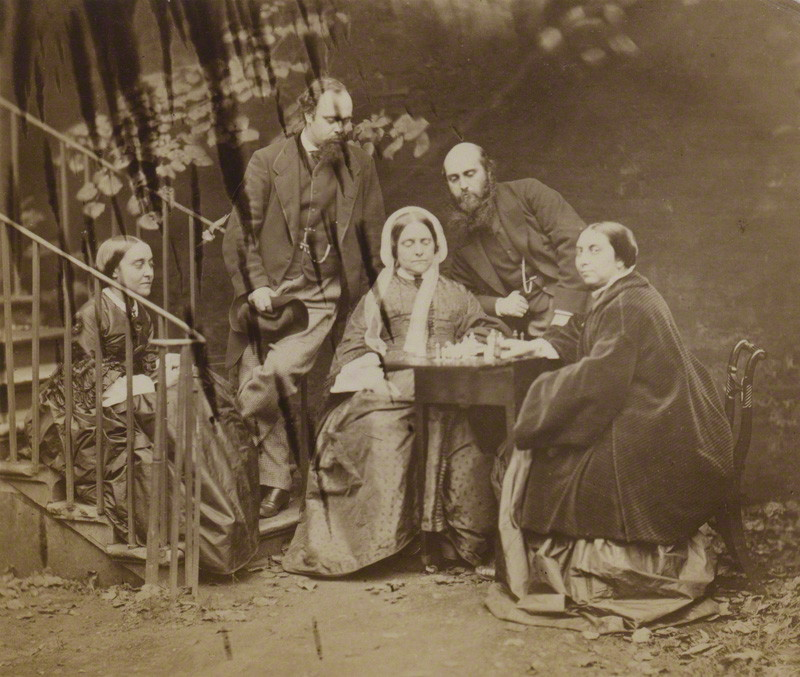
The Rossetti Family (1863), foto di Lewis Carroll, da destra Maria Francesca, William Michael, Frances Polidori, Dante Gabriele, Christina - Cheyne Walk di Chelsea (ritratto di famiglia conservato alla National Portrait Gallery)

Frances Mary nacque a Londra il 27 aprile 1800 dall'esule Italiano Gaetano Polidori, già segretario di Alfieri, e dall'inglese anglicana Anna Maria Pierce, istitutrice privata presso altolocate famiglie e figlia di un maestro di scrittura che aveva fatto discreta fortuna con il suo lavoro. Tra i suoi numerosi fratelli ricordiamo John William Polidori, medico personale di Lord Byron. Frances ebbe un'ottima istruzione familiare da parte dei genitori e all'età di 26 anni sposò il poeta, patriota e esule italiano Gabriele Rossetti dal quale ebbe quattro figli: Maria Francesca nata nel 1827, Dante Gabriel nato nel 1828, William Michael nato nel 1829 e Christina Giorgina nata nel 1830.
La coppia si dedicò molto all'istruzione dei figli. Mentre i maschi furono mandati in collegio, l'istruzione delle femmine fu tutta a carico dei genitori e la madre ci si dedicò completamente. Frances, di madre lingua inglese, conosceva il francese e l'italiano altrettanto bene e fu fondamentale in questa impresa educativa.
Sappiamo che l'ambiente di apprendimento sviluppato, da lei e dal marito, nella propria famiglia ha avuto effetti non comuni sulla crescita culturale dei quattro ragazzi. Presto infatti i prodigiosi figli/allievi supereranno la loro madre/maestra. Tuttavia il ruolo di quest'ultima, ancora verso il 1840, quando viene data alle stampe la prima delle tante opere che saranno prodotte dalla sua prole, era assai attivo. Infatti la traduzione del poemetto di Giampietro Campana In morte di Guendalina Talbot, risultante opera dalla quattordicenne primogenita, in realtà era anche opera sua.

Mentre Gabriele, cattolico romano per educazione ricevuta, era un libero pensatore cristiano su posizioni assai critiche verso la politica papale, Frances era di fede strettamente anglicana. La coppia si accordò sull'educazione religiosa dei loro figli, quella dei maschi fu affidata al padre mentre quella delle femmine alla madre. Quest'ultima influenzerà profondamente le figlie segnando la loro vita molto più di quanto sia invece accaduto ai due fratelli.

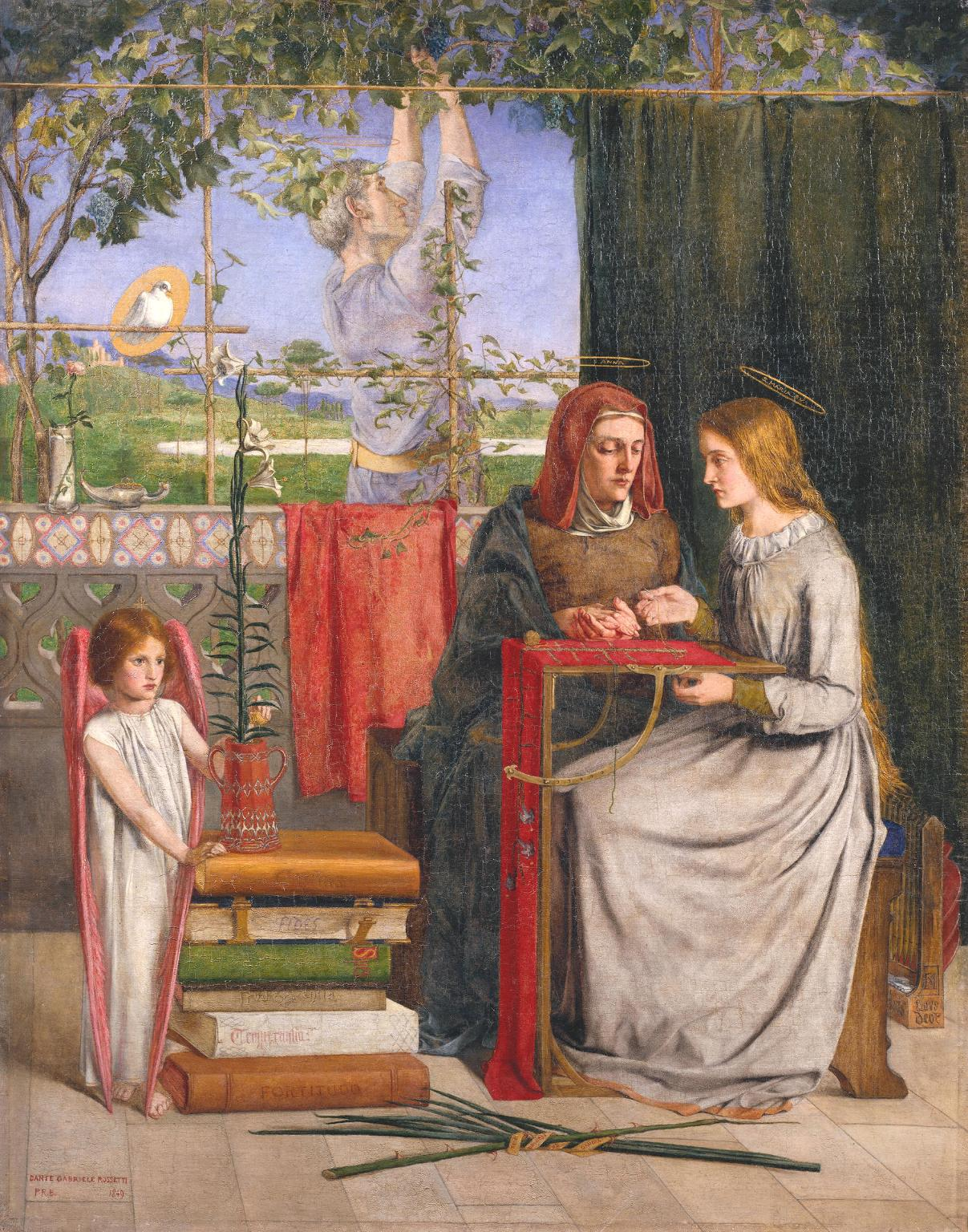
L'adolescenza di Maria Vergine (1849), di Dante Gabriel Rossetti

Dopo la morte di Gabriele, avvenuta nel 1854, per scrupolo religioso, bruciò velocemente le rimanenti copie del libro del marito, Il Mistero dell'Amor Platonico del Medio Evo, la cui diffusione era stata ostacolata per una presunta pericolosità. L'opera di circa 1500 pagine divisa in 5 volumi è una storia delle varie correnti dell'esoterismo occidentale, che fu stampata in un centinaio di copie nel 1840 Si salvarono tuttavia alcune copie che l'autore aveva distribuito in omaggio. Infatti oggi, grazie a Internet Archive, l'intera opera digitalizzata è disponibile in rete.
I figli rimasero sempre molto legati ai genitori. In particolare Christina 
dedicò alla madre quasi tutte le sue opere: in Speaking likenesses 
la ringrazia per le storie che raccontava ai figli quando erano piccoli. Nel 1874 quando William e Lucy si sposarono, in casa Rossetti erano rimaste solo Frances e la figlia Christina per cui la nuova coppia provò a stabilirvisi. Dopo circa due anni di convivenza però, causa l'agnosticismo dei due sposi che si contrapponeva all'intransigenza religiosa di madre e figlia, la coppia a cui era anche nato il primo figlio, dovette trovare un'altra sistemazione.
Frances fu ritratta spesso dal figlio Dante, 
e posò come modella per alcuni dei suoi primi dipinti. Particolarmente significativa è l'opera L'adolescenza di Maria Vergine del 1849. Come scrive l'autore in una lettera a Charles Lyell, il tema del dipinto è l'educazione. Il figlio proiettando la sua esperienza familiare, esalta le qualità della madre che è raffigurata nell'atto di educare sua figlia Christina. Le due prestano così le loro figure a Anna che sovraintende all'educazione della giovane figlia Maria, intenta a ricamare, mentre suo padre, sullo sfondo, lavora la vigna. Vari altri simboli completano il quadro.
Nel 1863 fu ritratta più volte insieme alla sua famiglia da Lewis Carroll, abituale frequentatore di casa Rossetti, che oltre ad essere un matematico e uno scrittore fu anche uno dei primi fotografi.
Frances muore l'8 aprile 1886 e viene sepolta nel cimitero di Highgate a Londra.